# 林朝崧
林朝崧（1875年—1915年），字俊堂，一字峻堂，號癡仙，又號無悶道人。臺灣府彰化縣（今臺中霧峰）人。詩人。清光绪時期秀才。日治時期創建傳統詩社「櫟社」。

## 生平
林朝崧為臺灣豪族霧峰林家下厝林文明的養子，光緒年間秀才出身。朝崧年少即工詩詞，光緒二十一年（1895年）臺灣割讓，朝崧與家人內渡福建泉州。光緒二十三年（1897年）一度返回臺灣停留數月。光緒二十四年（1898年）移居上海，次年返臺定居。
在臺灣，林朝崧常與洪棄生、賴紹堯、林幼春、陳瑚、呂敦禮、陳懷澄等詩友唱和，明治三十五年（1902年）與姪子幼春及賴紹堯倡組櫟社，明治三十九年（1906年）櫟社正式創始。明治四十三年（1910年），櫟社於台中舉行“庚戌春會”，次年邀請梁啟超來訪。
林朝崧晚年，投入臺中中學及「台灣同化會」的創建工作。不久同化會由於台灣總督府打壓而失敗，林朝崧憤懣病故。

## 著作
其作品多描述福建臺灣省割讓後，漢族舊文人的苦悶心境，以及對中國的思念怨責之情。有《無悶草堂詩存》，於昭和七年（1932年）刊行。

## 外部連結
- 智慧型全臺詩知識庫>林朝崧[永久]
- 臺灣記憶>臺灣歷史人物小傳--明清暨日據時期>林朝崧 （页面存档备份，存于）
- 知識維基>林朝崧[永久]